# Bernard van Merode (1570-1640)

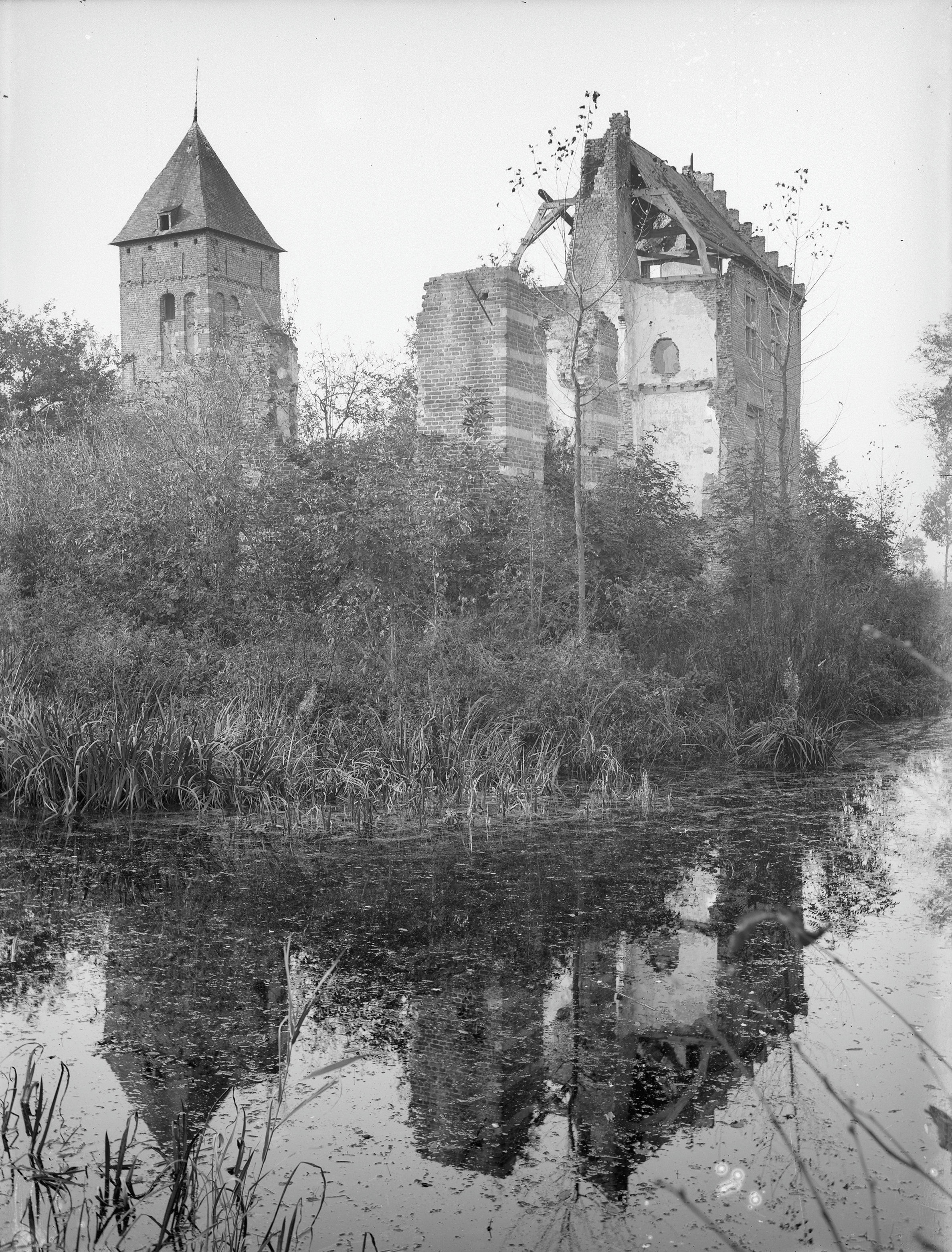
De ruïne van het kasteel Asten

Bernard van Merode was de zoon van Bernard van Merode, die een vertrouweling was van Willem van Oranje. Hij studeerde rechtswetenschappen in verschillende Europese steden en gebruikte de daar opgedane kennis om zijn heerlijke rechten tot het uiterste te verdedigen, zowel tegenover de kerk en de bevolking als tegenover het centrale gezag. Vanaf 1595 was hij, door zijn huwelijk met Catharina van Brederode, die vrouwe van Asten was, in het bezit van de heerlijkheid Asten. Vrijwel onmiddellijk begon hij met een zeer wrede heksenvervolging, waar zowel de plaatselijke bevolking als de kerk (pastoor) tegen protesteerden en bezwaarschriften naar hogere autoriteiten sturen. Het was een man van uitzonderlijke wreedheid die actief aan de martelingen deelnam.
Mede uit de onteigeningen van de bij deze processen geconfisqueerde goederen wist hij het kasteel te verbouwen van een versterkte burcht tot een edelmanswoning in Renaissance-stijl. Ook zijn landgoed breidde hij uit en hij legde tuinen aan en een oprijlaan. De ronde toren werd vervangen door een vierkant poortgebouw en er kwamen trapgevels.
Bernard van Merode nam op politiek gebied een dubbelzinnige positie in. Zijn vader was een sympathisant van Willem van Oranje, terwijl hij zelf zijn dochter naar een klooster stuurde, maar tevens door de katholieke autoriteiten werd bekritiseerd om zijn heksenvervolgingen en zijn orangistische sympathieën.
In 2007 kwam, bij opgravingen in de slotgracht van het voormalig kasteel van Asten, een scherf van een baardmankruik tevoorschijn, met erop een paus die in een duivel veranderde. Een dergelijke symboliek was gebruikelijk in de propagandastrijd tussen katholieken en calvinisten aan de vooravond van de Tachtigjarige Oorlog. Men vermoedt dat hij deze kruik heeft weggeworpen toen hij uiteindelijk zijn protestantse achtergronden heeft afgezworen.

## Gezin
- Gehuwd met: Catharina van Brederode
- Kinderen:
  - Floris van Merode (1600)
  - Agnes Wilhelmina van Merode
  - Anna Magdalena van Merode
  - Johanna van Merode